# Callobius deces
Callobius deces là một loài nhện trong họ Amaurobiidae.
Loài này thuộc chi Callobius. Callobius deces được Ralph Vary Chamberlin & Wilton Ivie miêu tả năm 1947.